# Südafrikanische Fußballnationalmannschaft (U-23-Männer)
Die südafrikanische U-23-Fußballnationalmannschaft ist eine Auswahlmannschaft südafrikanischer Fußballspieler, die der South African Football Association unterliegt. Sie repräsentiert den Verband bei internationalen Freundschaftsspielen wie auch bei den Afrikaspielen und beim U-23-Afrika-Cup, welcher seit 2011 über die Teilnahme an den Olympischen Sommerspielen entscheidet.

## Geschichte
Erstmals konnte sich die Mannschaft im Jahr 1999 für ein Turnier der Afrikaspiele qualifizieren. Die beste Platzierung war hier bislang ein zweiter Platz bei den Spielen im Jahr 2011.
Bislang konnte sich die Mannschaft für alle Austragungen des U-23-Afrika-Cup qualifizieren. Verpasste man durch ein aus in der Gruppenphase bei der ersten Austragung noch die Qualifikation für das olympische Turnier, so gelang dies in den nächsten beiden Turnieren immer über den dritten Platz.

## Ergebnisse bei Turnieren
| Jahr | Platzierung        |
| ---- | ------------------ |
| 1995 | nicht qualifiziert |
| 1999 | 3. Platz           |
| 2003 | Gruppenphase       |
| 2007 | Gruppenphase       |
| 2011 | 2. Platz           |
| 2015 | nicht qualifiziert |
| 2019 | Gruppenphase       |
| 2023 | steht noch aus     |

| Jahr | Platzierung    |
| ---- | -------------- |
| 2011 | Gruppenphase   |
| 2015 | 3. Platz       |
| 2019 | 3. Platz       |
| 2023 | steht noch aus |